# Wish Dragon
Wish Dragon (no Brasil: Din e o Dragão Genial e em Portugal: O Dragão dos Desejos) é um filme estadunidense-chines de comédia de fantasia animado por computador de 2021, co-escrito e co-dirigido por Chris Appelhans. Produzido pela Columbia Pictures, Sony Pictures Animation, Beijing Sparkle Roll Media Corporation, Tencent Pictures, Base FX, Flagship Entertainment Group, Boss Collaboration e Cultural Investment Holdings; o filme é estrelado por Jimmy Wong, John Cho, Constance Wu, Natasha Liu Bordizzo, Jimmy O. Yang, Aaron Yoo, Will Yun Lee e Ronny Chieng. Jackie Chan produziu o filme e expressou o papel de Cho na versão em mandarim chinês. Os personagens foram dublados em versões chinesas e inglesas do filme.
Wish Dragon foi lançado nos cinemas da China no dia 15 de janeiro de 2021 pela Sony Pictures Releasing e no dia 11 de junho de 2021 pela Netflix internacionalmente.

## Enredo
Din é um estudante universitário da classe trabalhadora em Xangai que sonha em se reunir com sua amiga de infância Li Na, que se mudou há anos de sua vizinhança com o pai dela, o Sr. Wang, e agora vive uma vida pródiga. Um dia, ele recebe um bule de chá de um homem idoso; dele emerge um dragão chamado LongZhu, cujo trabalho como dragão de desejos é conceder três desejos a quem segura o bule. Long também revela que todo dragão dos desejos deve servir dez mestres para entrar no mundo espiritual e que Din é o seu décimo mestre. Din é então perseguido por um trio de capangas, liderados por um homem chamado Pockets, que foi enviado por Wang para recuperar o bule na esperança de salvar seu negócio falido. Din usa seu primeiro desejo para lutar contra os capangas e escapar.
No dia seguinte, Din e Long chegam à festa de aniversário de Li Na, e Din deseja aparecer temporariamente como um príncipe rico, esperando que Li Na perceba e reacenda sua amizade, mas ela não o reconhece. Li Na fica desapontada ao perceber que seu pai não iria à sua festa. Din (mantendo-se com seu rico encobrimento) a conforta e são convidados pelo Sr. Wang (através de uma chamada de vídeo) para compartilhar uma refeição juntos. Long avisa Din que Li Na iria deixá-lo assim que ela descobrisse sua identidade por causa de seus diferentes status econômicos.
No almoço, Din pede conselhos a Long sobre como agir de acordo com seu novo status, mas acaba perturbando Li Na no processo. Eles acabam no bairro de Din depois que os capangas os interceptam novamente. Din se revela a Li Na e eles passam o resto do dia no bairro, revivendo seus passatempos de infância. No entanto, Li Na recua alegando que tem responsabilidades e expectativas que precisa cumprir, magoando Din, que acredita que não atende a nenhuma dessas expectativas. Mais tarde naquela noite, Din furiosamente pede a Long para torná-lo rico em um último esforço para ser respeitado. Long revela a Din que em vida ele era um senhor rico e poderoso, cujo reinado terminou em solidão e tragédia e foi punido para se tornar um dragão de desejos, ele também revela que seu tempo como um dragão de desejos servia como um meio para compreender o significado da vida e não conseguiu realizar isso com todos os seus mestres anteriores antes de conhecer Din.
Depois de rastrear Din, Pockets trai o Sr. Wang pegando o bule para si e pede ao dragão dos desejos que seu primeiro desejo seja transformar tudo que ele toca em ouro e derruba o Sr. Wang de um grande andaime. Li Na encontra seu pai gravemente ferido enquanto Din persegue os capangas; durante uma luta nas costas de Long, Pockets inadvertidamente toca em Long e o dragão é transformado em uma estátua de ouro. Long afunda no fundo de um rio e encontra seu ser humano na entrada do mundo espiritual. Apesar de ser tentado a passar pelos portões, ele implora ao guardião do portão para retornar a Din porque ele não realizou seu terceiro desejo. O guardião concorda, e Din usa seu último desejo para trazer o Sr. Wang de volta à vida, e Long desaparece.
Algum tempo depois, o Sr. Wang abre um restaurante com a mãe de Din. Din, agora trabalhando no restaurante, encontra um bule como o que Long morava e o solta. Long diz a Din que decidiu ficar na Terra e compartilhar o que aprendeu com ele para os próximos dez mestres. Din coloca o bule na carruagem conduzida por um homem idoso, que na verdade é o guardião do portão para o mundo espiritual.

## Elenco
- Jimmy Wong como Din Song: Um estudante universitário da classe trabalhadora que sonha em se reunir com sua amiga de infância Li Na.
  - Ian Chen como Din criança
- John Cho como Long: Um dragão cínico, mas todo-poderoso, capaz de realizar desejos.
- Constance Wu como Sra. Song: Mãe de Din.
- Natasha Liu Bordizzo como Li Na Wang: Amiga de infância de Din, que se mudou com o pai anos atrás do bairro onde ela morava e agora vive uma vida pródiga.
  - Alyssa Abiera como Li Na criança
- Jimmy O. Yang como Small Goon: Um dos capangas de Pockets.
- Aaron Yoo como Pockets: Um capanga contratado por Wang para recuperar o bule que Din tem.
- Will Yun Lee como Sr. Wang: Pai ausente de Li Na, cujos negócios da sua empresa estão falindo.
- Ronny Chieng como o Deus da Pipa: O guardião do portão para o mundo espiritual.

Nico Santos e Bobby Lee fazem as vozes de, respectivamente: Buckley, assistente do Sr. Wang; e Tall Goon, um dos capangas de Pockets. O diretor do filme, Chris Appelhans, faz as vozes de um garçom de toalha quente e um varejista Nomani. Niu Junfeng e Jackie Chan dublam Din e Long, respectivamente, na dublagem Mandarim do filme.

## Produção
Wish Dragon é o primeiro filme criado por Base Animation, um novo estúdio de animação que faz parte da firma VFX BaseFX. O objetivo do filme e do estúdio Base Animation é "fazer animações de classe mundial na China para a China... e o mundo". O diretor Applehans "queria que o filme feito na China, com uma forte equipe criativa da China Continental, um elenco internacional de talentos e um foco nas esperanças e sonhos da China contemporânea".

## Lançamento
Wish Dragon foi inicialmente programado para ser lançado em 26 de julho de 2019 na China, mas no Festival de Cinema de Animação de Annecy confirmou-se que foi adiada para 2021.